# بلیث هارتلی
بلیث هارتلی (انگلیسی: Blythe Hartley؛ زادهٔ ۲ مهٔ ۱۹۸۲) ورزشکار شیرجه اهل کانادا است.
وی در مسابقات کشوری و بین‌المللی در مجموع برندهٔ ۶ مدال طلا، ۴ مدال نقره، ۵ مدال برنز شده‌است.